# Lisbeth Movin
Lisbeth Movin (Odense, 25 agosto 1917 – Hillerød, 7 novembre 2011) è stata un'attrice danese.
Famosa per aver interpretato Dies irae uno dei capolavori di Carl Theodor Dreyer, ha partecipato inoltre al film Il pranzo di Babette di Gabriel Axel.
Negli anni sessanta si è anche dedicata alla regia.
È stata sposata con il collega Lau Lauritzen Jr., dalla loro unione sono nati tre figli.

## Filmografia parziale
- Dies irae (Vredens Dag), regia di Carl Theodor Dreyer (1943)
- I campi scarlatti (De røde enge), co-regia di Bodil Ipsen e Lau Lauritzen Jr. (1945)
- Den røde kappe, regia di Gabriel Axel (1967)
- Il pranzo di Babette (Babettes gæstebud), regia di Gabriel Axel (1987)